# Guusje Minkenhof
Anna Augusta Leonie (Guusje) Minkenhof (Amsterdam, 1 juli 1909 – Den Haag, 28 oktober 2005) was een Nederlands jurist. Zij was de eerste vrouwelijke raadsheer en vicepresident van de Hoge Raad der Nederlanden.

## Jeugd en opleiding
Guusje Minkenhof werd geboren in Amsterdam, maar groeide op in Hilversum. Haar ouders waren geassimileerde joden. Haar vader Samuel Minkenhof was textielkoopman. Toen Guusje veertien was, scheidden haar ouders. Na het gymnasium ging ze rechten studeren in Leiden. Ze deed in 1931 doctoraalexamen Nederlands recht.

## Loopbaan
In mei 1933 promoveerde Minkenhof aan de Universiteit Leiden bij Eduard Meijers op het proefschrift Onderhoudsplicht. Het proefschrift gaat over de verplichting, al dan niet bij wet geregeld, om iemand ‘datgene te verschaffen wat deze noodzakelijk behoeft om te kunnen leven’. Tijdens de Duitse bezetting haalde ze haar verplicht gestelde persoonsbewijs niet af maar dook onder in de stad Groningen.
Nadat Groningen in april 1945 was bevrijd, werd Minkenhof hoofd van de juridische afdeling van de Politieke Opsporings Dienst, die collaboratie en soortgelijke vergrijpen onderzocht. Daarnaast was ze secretaris van het tribunaal Bijzondere Rechtspleging in Veendam. Samen met Joop van Zaaijen begon ze in januari 1947 een advocatenpraktijk in Groningen. Naast haar advocatenpraktijk was ze secretaris van Pro Juventute en de Groninger Volksuniversiteit.
Guusje Minkenhof werd in 1957 rechter bij de Rechtbank Den Haag. In 1964 werd ze advocaat-generaal bij het gerechtshof Amsterdam. In 1966 werd ze advocaat-generaal bij en in 1967 de eerste vrouwelijke raadsheer in de Hoge Raad en in 1978 vicepresident. In 1979 ging ze met pensioen.

## Archivalia
- Stadsarchief, Amsterdam: persoons- en gezinskaarten.
- Centraal Bureau voor Genealogie, Den Haag: collectie persoonslijsten.
- Letterkundig Museum, Den Haag: correspondentie met F. Bordewijk en G.A.M. Bomans.

## Publicaties
- Onderhoudsplicht (Amsterdam 1933, supplement: Zwolle 1957).
- De Nederlandse strafvordering (Amsterdam 1936).
- De wet herziening echtscheidingsrecht (Zwolle 1971).
- Preadviezen over het onderhoud na echtscheiding en scheiding van tafel en bed in Nederland en België (Zwolle 1976).
- Mensenrechten en personen- en familierecht (Leiden 1986).
- Diverse bijdragen in Nederlands Juristenblad en Weekblad voor Privaatrecht, Notariaat en Registratie.